# Luczki
Luczki (ukr. Лючки) – wieś na Ukrainie, w obwodzie iwanofrankiwskim, w rejonie kosowskim.